# Ratpenat cuallarg de Spurrell
El ratpenat cuallarg de Spurrell (Mops spurrelli) és una espècie de ratpenat de la família dels molòssids que es troba al Camerun, República Centreafricana, Costa d'Ivori, Guinea Equatorial, Ghana, Libèria, Sierra Leone i Togo.